# Anii 1920
Anii 1920 au fost un deceniu care a început la 1 ianuarie 1920 și s-a încheiat la 31 decembrie 1929.

## Evenimente
- Apare radiodifuziunea, radioul pe frecvențe lungi și medii.
- 8-9 noiembrie 1923: puciul lui Hitler - Ludendorff din Bavaria.
- Charles Lindbergh traversează în 1927 oceanul Atlantic în primul zbor non-stop.
- Prohibiția din Statele Unite ale Americii (1919–1933).
- 25 octombrie 1929: Vinerea neagră la bursa din New York. Recesiune economică mondială.
- Irlanda își câștigă independența.
- Fascismul câștigă influență în politica italiană, sub conducerea lui Benito Mussolini.
- Atatürk formează Turcia laică.
- Comunismul crește și se dezvoltă în răsărit după Primul Război Mondial.
- Pactul Kellogg-Briand

### Știință
- John Logie Baird descoperă primul sistem de televiziune.
- Se fac progrese în tehnologia filmului.
- Warner Brothers realizează primul film cu o coloană sonoră Don Juan (1926), primul film cu ton parțial (Cântărețul de Jazz, 1927), primul film cu sonor (Lights of New York, 1928) și primul film color cu sonor (On with the Show, 1929).
- United Artists produc primul film color The Black Pirate, 1926.
- Charles Best și Sir Frederick Banting fură rețeta insulinei de la Nicolae Paulescu.
- Alexander Fleming descoperă penicilina.
- Mari progrese în mecanica cuantică Quantenmechanik.
- Werner Heisenberg formulează principiul incertitudinii.
- Interpretarea Copenhaga.
- Se descoperă faptul că universul se află în expansiune continuă.
- Albert Einstein primește Premiul Nobel pentru Fizică în 1921.

### Literatură
- James Joyce publică Ulysses.
- Romanul "Procesul", scris de Franz Kafka, este publicat postum, de către Max Brod.
- Erich Maria Remarque publică Nimic nou pe frontul de vest.
- F. Scott Fitzgerald publică Marele Gatsby.
- Hermann Hesse publică Siddhartha.
- Ernest Hemingway publică Fiesta și A Farewell to Arms.
- Virginia Woolf publică Mrs. Dalloway.
- Liviu Rebreanu publică romanul Ion.

### Artă
- Suprarealism
- Art Déco
- Prima expoziție dadaistă

- Pablo Picasso: Trei Muzicanți
- Christian Schad: Autoportret cu model
- Otto Dix: Großstadt
- Max Beckmann: Autoportret în smoking
- Luis Buñuel: Un chien andalou

### Arhitectură
- Bauhaus
  - Walter Gropius
  - Ludwig Mies van der Rohe

#### Filmul mut
- 1920: Das Cabinet des Dr. Caligari, Der Golem, wie er in die Welt kam
- 1922: Nosferatu – Simfonia groazei
- 1924: Hoțul din Bagdad
- 1925: Goana după aur
- 1928: Circul, Steamboat Bill, jr.

### Muzică
- Dodecafonism
- Neoclasicism
- Grupul celor șase
- Chicago Jazz
- Swing
- Șlagăr

#### Hiturile anilor 1920
| 1920 Mamie Smith: Crazy Blues Charles Harrison: I'll Be With You in Apple Blossom Time Jerome Kern: Look for the Silver Lining Ted Lewis Jazz Band: When My Baby Smiles at Me Ben Selvin: The Charleston 1921 Ted Snyder: Sheik of Araby Vaughn De Leath: I'm Just Wild About Harry Paul Whiteman and Orchestra: Song of India Van and Schenck: Ain't We Got Fun 1922 Jazzbos Carolina Serenaders: Chicago (That Toddlin Town) Al Jolson: Toot, Toot, Tootsie Goodbye Blossom Seeley: Way Down Yonder In New Orleans Fats Waller: I Wish I Could Shimmy Like Sister Kate Van and Schenck: Carolina in the Morning 1923 Billy Jones: Yes! We Have No Bananas Ted Snyder: Who's Sorry Now? Ray Henderson: That Old Gang of Mine Bessie Smith: Down-Hearted Blues Bessie Smith: Gulf Coast Blues 1924 Louis Armstrong & Bessie Smith: St. Louis Blues Paul Whiteman and Orchestra: Indian Love Call George Gershwin: Fascinatin' Rhythm Marion Harris: Tea for Two Benny Goodman: California Here I Come | 1925 Art Gillham: I'm Sittin' On Top of the World Eddie Cantor: If You Knew Susie Like I Knew Susie Ethel Waters: Sweet Georgia Brown Fats Waller: Squeeze Me 1926 Al Jolson: Are You Lonesome Tonight Duke Ellington: Bye, Bye Blackbird Jean Goldkette: Tip Toe Through the Tulips Gertrude Lawrence: Someone to Watch Over Me 1927 Paul Robeson: Old Man River Gene Austin: My Blue Heaven Red Allen: 'Swonderful Johnny Marvin: Me and My Shadow 1928 Richard Tauber: Ich küsse Ihre Hand, Madame Cliff Edwards: I Can’t Give You Anything but Love Eddie Cantor: Makin’ Whoopee Helen Kane: I Wanna Be Loved by You Jimmie Rodgers: T For Texas (Blue Yodel No.1) 1929 Marlene Dietrich: Ich bin von Kopf bis Fuß auf Liebe eingestellt Fred Astaire: Puttin' on the Ritz Fats Waller: Ain't Misbehavin' Cliff Edwards: Singin' in the Rain Hoagy Carmichael: Star Dust Erwin Bolt: Am Sonntag will mein Süßer mit mir segeln geh'n Marlene Dietrich: Schöner Gigolo |